# Алексеј Косигин
Алексеј Николајевич Косигин (рус. Алексе́й Никола́евич Косы́гин; Санкт Петербург, 21. фебруар 1904 — Москва, 18. децембар 1980) је био политичар и администратор у Совјетском Савезу. Од 1964. до 1980, Косигин је био Премијер Совјетског Савеза.

## Биографија
Косигин је ступио у Црвену армију 1919, са 15 година, и борио се у Руском грађанском рату. Након тога се образовао у Лењинграду, а затим радио у Сибиру придруживши се Комунистичкој партији 1927. 1930-их је похађао Лењинградски текстилни институт након чега је радио као инжењер, и напредовао је до директора текстилне фабрике „Октобарскаја” у Лењинграду.
Стаљинова Велика чистка је отворила много нових места у партијској администрацији, што је омогућило Косигину да добије стални посао у партији, као шеф лењинградског партијског одсека за индустрију и транспорт, а затим као градоначелник Лењинграда. 1939. је ступио у совјетски кабинет као народни комесар за текстилну индустрију. Исте године, Косигин је изабран у Централни комитет Комунистичке партије Совјетског Савеза. Од 1940. до 1946, био је заменик председавајућега Савета народних комесара Совјетског Савеза са одговорношћу за потрошачке индустрије. Такође је служио као премијер Руске ССР од 1943. до 1946.
Након Другог светског рата, Косигин је постао члан-кандидат Политбироа, а пуноправни члан је постао 1948. Кратко је био на дужности министра финансија Совјетског Савеза 1948, а онда је служио као министар лаке индустрије до 1953.
Након Стаљинове смрти, марта 1953, Косигин је премештен, али пошто је био верни савезник Никите Хрушчова његова каријера се убрзо променила. Постао је председавајући Државног комитета за планирање Совјетског Савеза, 1959. а затим пуноправни члан председништва (како се Политбиро тада звао) 1961. Када је Хрушчов склоњен са власти, октобра 1964, Косјигин је преузео његову функцију совјетског премијера, у почетном тријумвирату са Леонидом Брежњевим као генералним секретаром и Николајем Подгорним као председником.
Косигин је покушао да спроведе економске реформе, како би пребацио акценат совјетске економије са тешке индустрије и војне производње, на лаку индустрију, и производњу потрошачких добара. Брежњев није подржавао ову политику, и ометао је Косигинове реформе. До краја деценије, Брежњев је постао неприкосновени вођа Совјетског Савеза. Иако је Косигин задржао позицију премијера, и остао у Политбироу до 1980, његова позиција је временом слабила.
Косигин се разболео, и напустио је своје дужности октобра 1980, само неколико недеља пре смрти.